# Galeodes abessinicus
Galeodes abessinicus är en spindeldjursart som beskrevs av Roewer 1934. Galeodes abessinicus ingår i släktet Galeodes och familjen Galeodidae. Inga underarter finns listade i Catalogue of Life.